# Женщины Салерно
Женщины Салерно (дамы Салерно, лат. mulieres Salernitanae) — группа женщин-врачей из Салерно, обучавшихся в средневековой Италии в Салернской врачебной школе, одной из первых медицинских школ, допускавших женщин.
Женщины из Салерно занимались медициной, преподаванием и были авторами медицинских трудов. Изучение женских болезней не было их единственным интересом, они изучали, преподавали и практиковали все отрасли медицины
В Салерно сложился климат большей толерантности к практикующим, в качестве врачей, женщинам, а также к евреям и арабам. На протяжении большей части своего существования, Салернская врачебная школа была единственной в Европе, открывшей свои двери для женщин.

## Женщины в средневековой южной Италии и Салерно
В средневековой южной Италии Салерно в XI веке был «городом необычайного богатства и великолепия благодаря своей торговле, в которой он вытеснил Амальфи и Гаэту. 

Там были кедры, миндаль, грецкие орехи, императорские шторы, прекрасные золотые украшения; вино, орехи, фрукты, деревья и урожай были в изобилии. Его украшали прекрасные дворцы; там жили привлекательные женщины и порядочные мужчины» (Гульельмо ди Пулья, 1090). 
В этом политическом, социальном и культурном контексте женщины занимались врачебным искусством, сравнивая греческие, латинские и арабские тексты. В этой обстановке принятие женщин в качестве учениц и тем более учителей казалось естественным и важным. Маттеус Платеарий (1140—1180) упоминал женщин Салерно и их лечебные средства в своей книге «Liber De Semplici Medicina».

## Исследования и методики
Труды женщин Салерно были одними из первых, в которых говорилось о менструации.
Женщины Салерно предпочитали такие процедуры, как ароматизированные ванны, терапию травами и массаж, и в их истории нет никаких следов молитв или других сверхъестественных методов лечения болезней. Их рекомендации включали ванны и массажи, отвары, кровопускание.
Труды Тротулы и других женщин были первыми исследованиями женского тела в медицине.
Они не только хорошо изучили женское тело, но и обладали обширными познаниями в области растений и лечебных трав.
Они были новаторами во многих отношениях:
- считали профилактику основополагающей
- предлагали необычные для того времени методы
- подчеркивали важность гигиены, сбалансированного питания, физической активности.

Их уроки сексуальности и контрацепции преподавались с предельной естественностью простым языком, доступным всем. Их ученики могли различать брюшной тиф и малярию, могли рассчитывать температуру тела и оценивать время выздоровления, а также могли лечить сложные раны.

## Обвинения в колдовстве
Испанский учёный Арнольд из Виллановы утверждал, что женщины Салерно пили таинственные зелья во время беременности, и по этой причине женщины становились ненормальными, сопровождая чтение Pater noster таинственной магической формулой:

Binomie lamion lamium azerai vaccina deus deus sabaoth

Benedictus qui venit in nomine Domini, hosanna in excelsis.
Эпоха раннего Средневековья ознаменовалась зарождением предрассудков по отношению к женщинам и созданием теории женской неполноценности. Жюль Мишле (1862) утверждал, что «единственным врачом людей на протяжении тысячи лет была ведьма».
Несмотря на эти дискредитирующие слухи, слава женщин Салерно росла не только в Италии, но и за пределами Альп.

## Известные женщины Салерно
- Тротула Салернская — самая известная из женщин Салерно (XI или XII век)[1] Долгое время её считали автором книги из трёх частей о медицинском лечении женщин «De curis mulierum» («О лечении женщин»). Однако недавние открытия указывают на то, что она, скорее всего, была автором лишь трети этого сборника. Была магистром медицины в Школе Салерно и вела плодотворную клиническую практику. Выделяла три типа болезней: наследственные, инфекционные и самопроизвольные[15].
- Констанс Календа (XV век) — читала лекции по медицине, стала профессором Неаполитанского университета[16]
- Ребекка де Гуарна — специализировалась на изучении и лечении заболеваний мочевыводящих путей и лихорадки. Были опубликован такие её работы, как "De febrius " («Лихорадка»), "De Urinis " («Моча») и "De embrione" («Эмбрион»)[2].
- Абелла — преподавательница (XI век) Салернской врачебной школы. Были опубликованны такие её трактаты, как «De atra bile» («О чёрной желчи»). «De natura seminis humani» («О природе человеческого семени»)[2]
- Мария Инкарната
- Меркуриада — Были опубликованные следующие её работы «Le crisi»( «О кризисах»), ««La febbre da pestilenza» («Чумная лихорадка»), «De Curatio» («Лечение ран»)[2] .

Историк из Салерно Антонио Мацца, настоятель Медицинской школы в XVII веке, первым написал о жинщинах Салерно в в эссе " Historiarum epitome de rebus salernitanis ":
«У нас много учёных женщин, которые во многих областях превосходили или сравнялись по изобретательности и учению со многими мужчинами и, как и мужчины, были замечательны в области медицины».
Известной женщиной-ученицей школы Салерно была Франческа Сенси, жена Маттео Романо Сенси, получившая (1321 год) степень по медицине и хирургии от Карло Д’Анджо, герцога Калабрии. 

## Вклад
Одним из важнейших вкладов женщин Салерно является учебник «De Passionibus Mulierum ante in et post partum», свидетельствующий о зарождении акушерства и гинекологии как науки (впервые опубликован около 1100 г. н. э. и полностью переработан помощниками Амбруаза Паре в начале XVII века). Также Пейли, один из величайших анатомов своего времени, утверждал, что многие из его важных анатомических и хирургических соображений напрямую или косвенно исходили из работ женщин Салерно. Он утверждал, что первые документы, мысли и практики женщин Салерно являются интересной и важной частью хирургического наследия.
Учебник начинался с описания особенностей женского пола, его отличий от природы мужского пола. Утверждалось, что женщине не хватает тепла, необходимого для рассеивания плохого настроения, и болезни у них возникают чаще и в основном поражали репродуктивные органы. Поэтому у женщин есть особое очищение — менструация, регулярность которой является источником и признаком здоровья. Первой задачей врача является диагностика причин нарушения регулярности или скудности менструаций и определение соответствующих средств лечения.
Разрывы промежности и матки, как распространенные травмы, с которыми часто сталкивались акушерки, предоставили Тротуле и её ученицам широкие возможности для разработки новых методов и средств для заживления ран.
Анатомия репродуктивных органов была известна только благодаря анатомии животных и письменным описаниям в исламских текстах. Женщины-врачи Салерно внесли важный вклад в эту тему, благодаря их более широкому доступу к пациентам женского пола, чем у их коллег-мужчин. Они пришли к выводу, что бесплодие может зависеть и от мужчин, а не только от женщин.